# اوج التهاب (فیلم ۱۹۲۶)
«اوج التهاب» (انگلیسی: White Heat (1926 film)) یک فیلم است که در سال ۱۹۲۶ منتشر شد. از بازیگران آن می‌توان به جرج بلامی اشاره کرد.